# Momodou S. Foon
Momodou S. Foon ist ein gambischer Politiker.
Foon erwarb den Master of Philosophy (MPhil) Monetäre Ökonomik auf der University of Glasgow (Vereinigtes Königreich). Zuvor machte er einen Abschluss in Wirtschaftswissenschaften und Politikwissenschaften auf dem Haverford College (Vereinigte Staaten).
Foon begann seine berufliche Laufbahn ab 1979 an der Zentralbank von Gambia. Neben seinen zahlreichen Stationen in der Zentralbank war er unter anderem von 1993 bis 1995 als Berater des Ministers für Finanzen und Wirtschaft tätig.
Im Juli 1999 wechselte Foon zum West African Institute for Financial and Economic Management (WAIFEM) in Lagos (Nigeria) und war von Februar bis Mai 2009 Generaldirektor des Instituts. Danach war Foon in Gambia Staatssekretär im Ministerium für Wirtschaftsplanung und industrielle Entwicklung (englisch Ministry of Economic Planning and Industrial Development).
An der Wirtschaftswissenschaftlichen Fakultät der Universität von Gambia war er als Dozent für fortgeschrittene Makroökonomie tätig.
Am 19. März 2010 wurde Foon von Präsident Yahya Jammeh ins Kabinett als Minister für Finanzen und Wirtschaft (englisch Minister of Finance and Economic Affairs) berufen und wird Nachfolger von Abdou Kolley. Er gibt das Amt am 21. Juli wieder an Kolley ab.